# Aeschynanthus pulcher
La planta barra de labios (Aeschynanthus pulcher)  es una especie de árbol de planta perenne de la familia Gesneriaceae, nativo de la Isla de Java.  

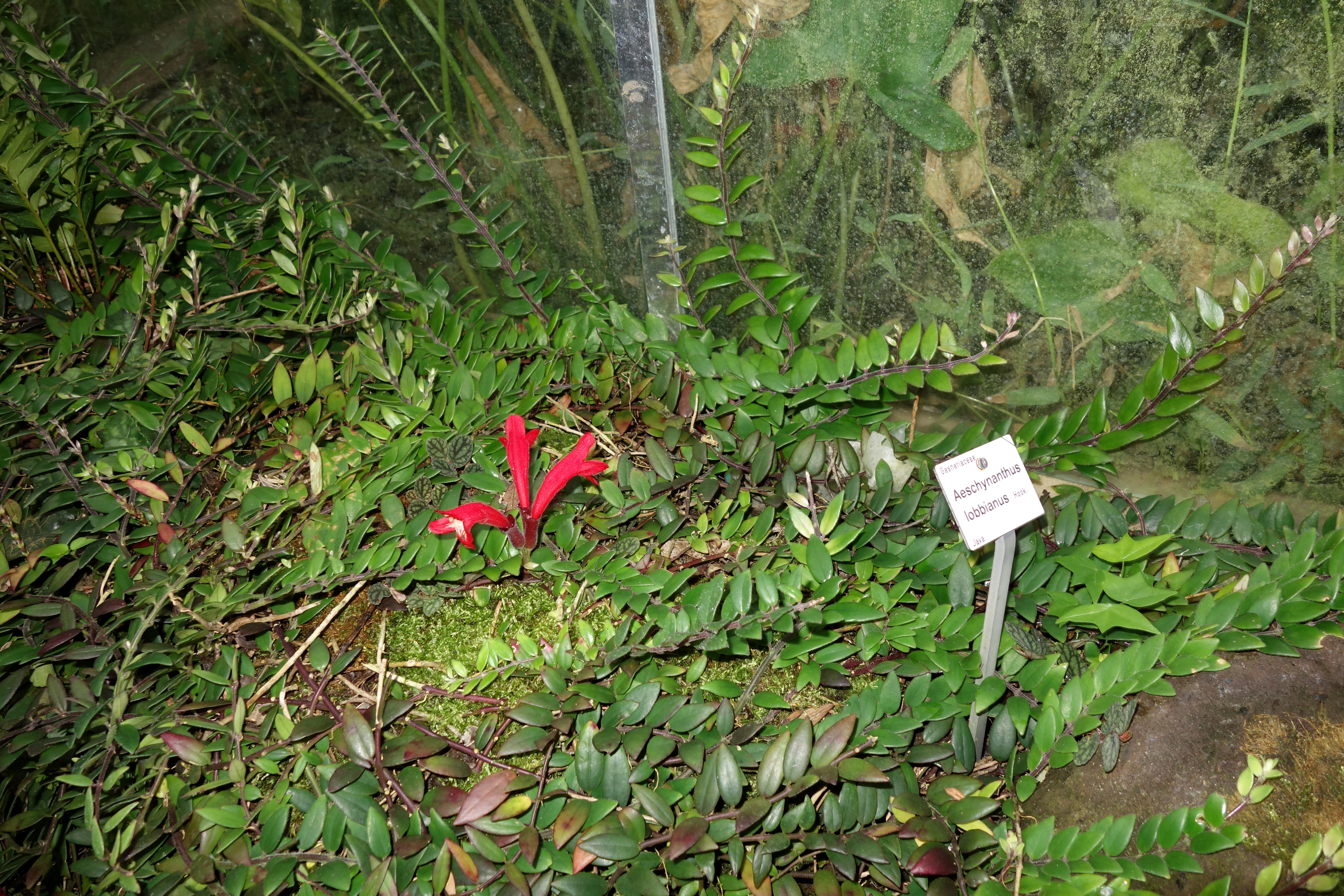
Vista de la plangta en su hábitat

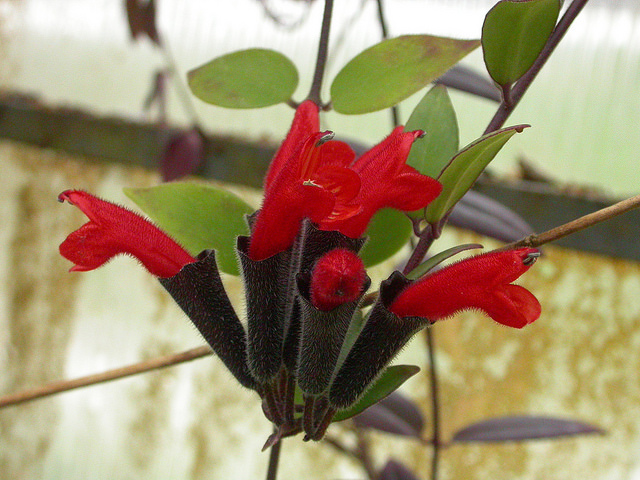
Flores

## Descripción
Es una planta de hábitos de epífita trepadora que produce racimos de flores rojas desde el verano al invierno.

## Usos
A. pulcher se cultiva como planta de interior en templadas regiones. Ha ganado el premio Award of Garden Merit de la Royal Horticultural Society.

## Taxonomía
Aeschynanthus pulcher fue descrita por (Blume) G.Don y publicado en A General History of the Dichlamydeous Plants 4: 656. 1837[1838].
Etimología
Aeschynanthus: nombre genérico que deriva de las palabras griegas αισχυνη,  aischyne = "vergüenza", αισχυνω ,  aischynō = "de lo que avergonzarse" , y ανθος , anthos = "flor" , aludiendo a la corola generalmente d color rojo, o (menos probable ) de αίσχυνειν ,  aischýnein = "deformación , distorsionar" y άνθος ,  anthos  = "flor", en referencia a la extraña forma de la corola.
pulcher: epíteto latíno que significa  "preciosa".
Sinonimia
- Aeschynanthus beccarii C.B.Clarke
- Aeschynanthus boschianus de Vriese
- Aeschynanthus javanicus Hook.
- Aeschynanthus lamponga var. parvifolius Ridl.
- Aeschynanthus lampongus Miq.
- Aeschynanthus lanceolatus Ridl.
- Aeschynanthus lobbianus Hook.
- Aeschynanthus neesii Zoll. & Moritzi
- Aeschynanthus parvifolius R.Br.
- Aeschynanthus zollingeri C.B.Clarke
- Trichosporum beccarii (C.B.Clarke) Kuntze
- Trichosporum javanicum (Hook.) Kuntze
- Trichosporum lampongum (Miq.) Burkill
- Trichosporum lobbianum (Hook.) Kuntze
- Trichosporum parvifolium (R.Br.) Kuntze
- Trichosporum pulchrum Blume
- Trichosporum zollingeri (C.B.Clarke) Kuntze[6]